# 峇都交湾
峇都交湾又名峇都加湾，是马来西亚槟城州威南县西北部的一座岛屿和城镇，南依高淵，东临武吉淡汶，西边以跨槟威海峡的槟城第二大桥与槟岛峇六拜相连。该岛仅西边临海，另三边为惹爪夷河与樟角中河蜿蜒而过与威南本土隔开，南下有卫星市桂花城。

## 历史
峇都交湾长期以来一直被认为是一个安静的背水地，而根据当地神庙的历史推测17世纪已有华裔在此落脚，到了19世纪以甘蔗、椰子和橡胶种植园为主，20世纪中开始改为种植油棕榈为主，而现在主要的油棕园都陷入失修。峇都交湾也因此是槟城州内其中一个历史悠久的小埠，在开发前只有从武吉淡汶码头搭船才能到达这里。
之后，槟城州发展机构圈定峇都交湾为威省第三个卫星市（前两个为峇六拜和诗不朗再也），并在岛上建设工业园区、商业区和住宅区，岛上的峇都交湾工业园也将会和峇六拜自由工业区（FIZ）和北赖工业区成为州内的主要工业区。目前该工业园已经有三家大公司，分别为博世、文秀本田（Boon Siew Honda）和VAT制造集团等入驻设厂，约投资一千万令吉。
在住房方面，槟城州政府也宣布将在桂花城（峇都交湾岛二桥高速公路北部的区域）注资两百七十万马币，以在桂花城可负担房屋计划下建造11,800间中等廉价，并效仿了新加坡房屋发展局的住房模式。
此区因连接峇都交湾和峇都茅的槟城二桥而成为槟城的策略地点。这座桥梁制造了各种经济活动，包括新建住房项目的蓬勃发展。槟岛的许多人正在峇都交湾购买物业，因为土地价格被认为比岛上便宜。而峇都交湾体育馆坐落于此，30年前这里曾是一片荒地，后来由槟城发展机构（PDC）收购地皮并用来建造州体育场，是峇都交湾早期开发的阶段之一。而在英殖民时期宝石矿业也是主要发展之一。

## 涵盖区域
目前，峇都交湾是整个峇都交湾岛的范围，但是峇都交湾这个名字被认为不够现代，并计划在未来以新的名字替换，如雪兰莪史里肯邦安和布城。峇都交湾也是马来西亚下议院的一个国会议席，包含威中县北赖和大山脚武吉丁雅以及威南县的峇都交湾。以上三区都以印度人居多，目前国会议员为来自民主行动党的卡斯杜丽拉妮。

## 景点

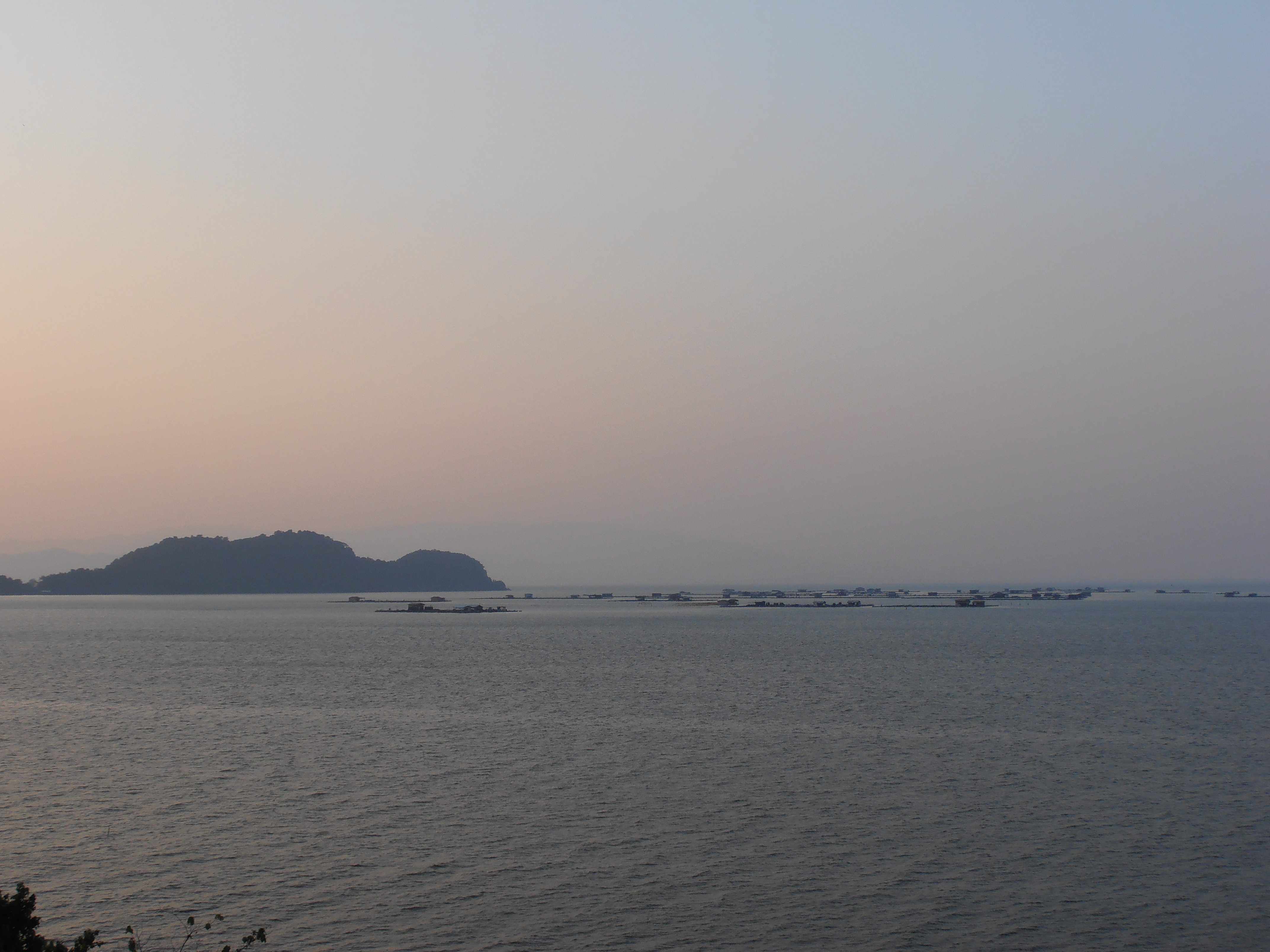
从峇都姆桑码头望向葛东岛（Pulau Gedung）

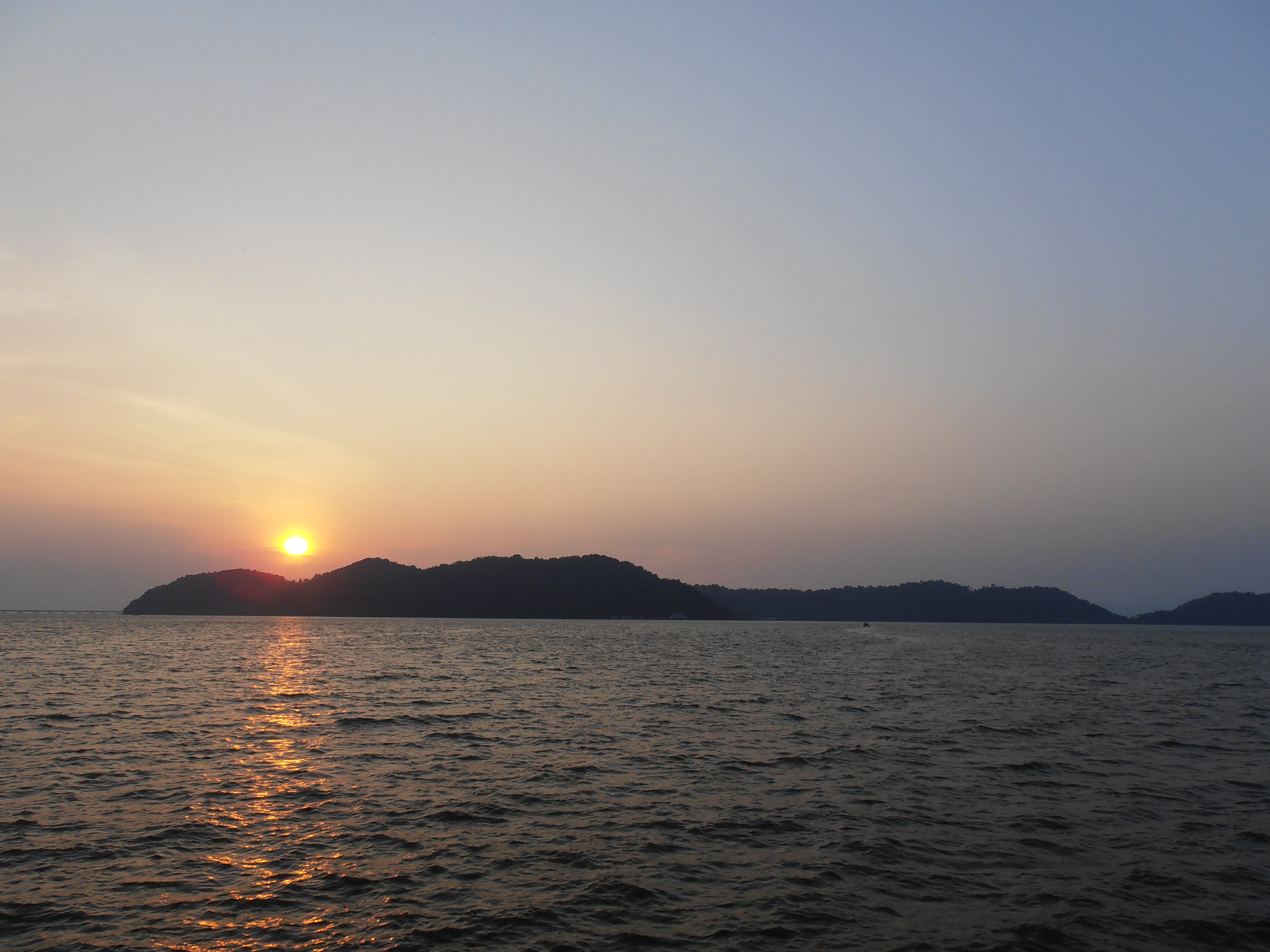
平安岛

### 千步梯
千步梯是一个当地居民熟知但很少外地人知道的景点，其位于峇都交湾山丘上的千步梯。千步梯据说在200年前由一个富有的矿主建设，以连接山顶和山脚，而山顶高度则为776英尺。山顶附近也曾今有一个村庄，但已经不复存在，其附近也有一个瀑布，但随着种植业而已经干涸。目前一部分的千步梯已经荒废，并长满植物和被泥土覆盖等，只剩下石头结构。千步梯止则于山后海滩。

### 峇都姆桑码头（Batu Musang Jetty）
码头一开始通过驳船（Tongkang）用来将附近山丘所采收的矿石运输至乔治市，并于2004年获得翻新。该码头也提供乘船至平安岛的服务。

### 山后海滩
山后海滩是岛上面向海峡的一个海滩，并曾有欧洲人在海滩的俱乐部居住，但现已拆除，目前只剩下新建的峇都姆桑码头。

### 甘榜峇都交湾
峇都交湾村附近有些许牛力石研磨机，用来压碎甘蔗以制造甘蔗水。虽然磨石已经丢失了，但是花岗岩底座还在。

## 教育
此区有兩所小学和一所中学，而目前峇都交湾的新國民型华文小学還在建設中，所以大部分华裔学生都就读于临近和武吉淡汶敬群华小。新的華小名為光育華小，是一所坐落在威北縣的微型華小，在2019年獲得教育部批准遷校到峇都交湾。新校舍預計在2026年竣工，目前建設筹款活動還在進行中。

### 学校
- 峇都交湾国民小学（SK Batu Kawan）
- 峇都交湾国民中学（SMK Batu Kawan）
- 峇都交湾国民型淡米尔文小学 （SJK (T) Batu Kawan)

### 高等教育
赫尔大学计划在此区设立分校，将会由PKT Logistics Group有限公司负责此项工程。这个校区是峇都交湾PKT's One Auto Hub的其中一个设施，并包括汽车后勤设施、仓库、酒店、亭子、码头、红树林走道或动物保护区。赫尔大学将是威省第一间国际大学，继槟岛的第二间国际大学。目前建设工程仍在进行中。这个校区将会专注于工程系、法律系、会计和后勤系（Logistics）。
UOW KDU大学也在近年于峇都交湾设立，并提供工程系、会计系、信息科技和酒店管理。
峇都交湾教育枢纽计划也是槟城州发展机构（PDC）的计划之一，以通过教育和服务业来推动土地出售和加速工业及房屋的发展。

## 基建

### 体育

#### 峇都交湾体育馆
又称槟州体育馆，是一座多用途体育馆，可容纳四万人，也是槟城最大的体育馆。该体育馆当初是为了2000年第八届马来西亚运动会而兴建。

#### 高尔夫球场
槟城最昂贵的混合发展高尔夫球计划尚在策划中，未来将与韩国投资商合作。

### 购物中心

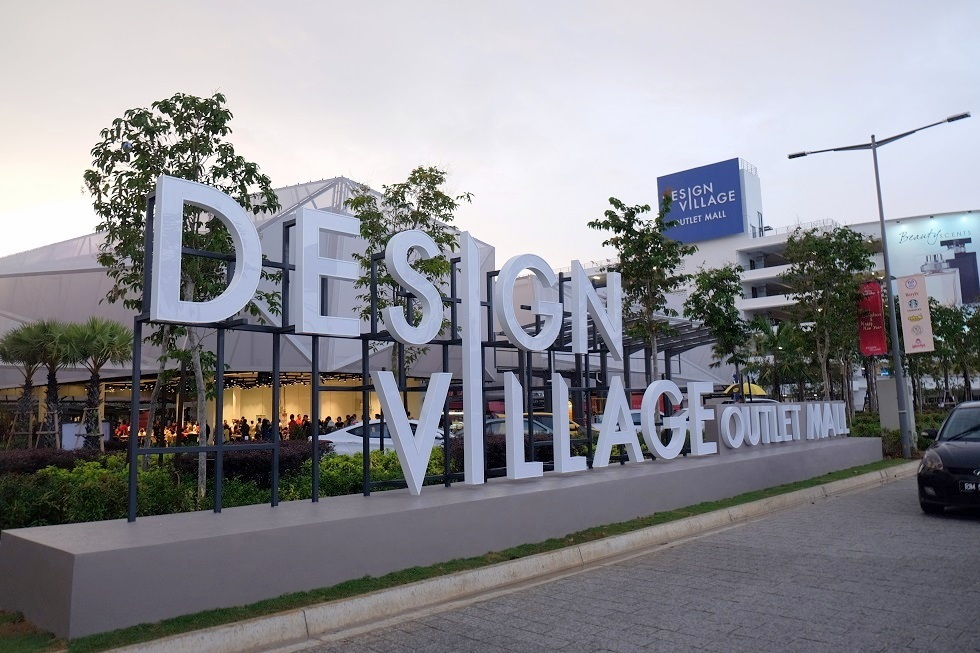

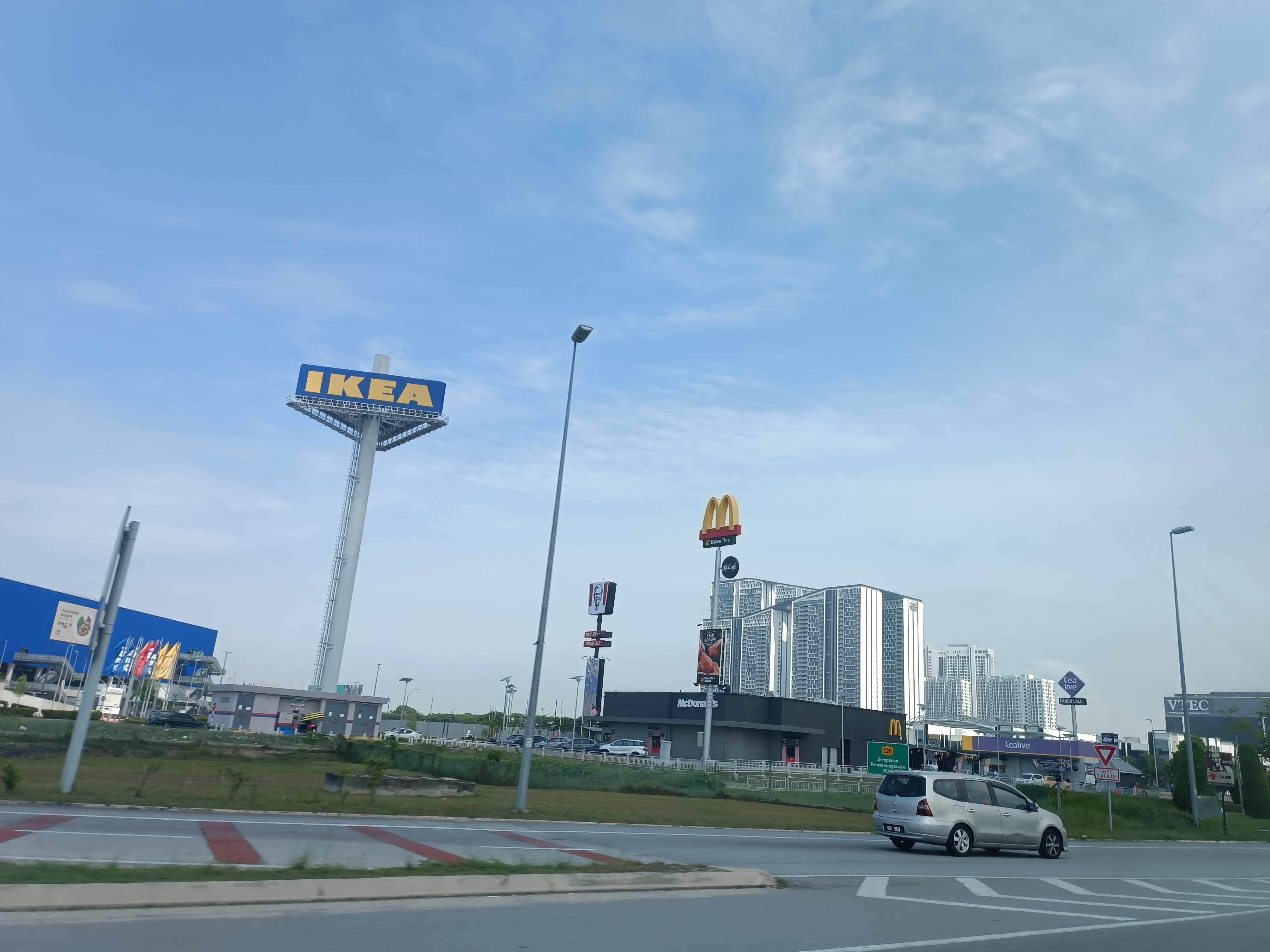

- 新欣名牌城（Design Village）

### 未来项目
瑞典家居零售企业宜家计划在近二桥处开设分店，由Ikano有限公司承建。该工程是巴生谷以外的第二家门市，槟城首间宜家分店，目前仍在施工，计划于2020年开放。 

## 交通
苏丹阿都哈林大桥未兴建之时，峇都交湾仍是偏远的小村庄，陆路系统尚未发达。2014年落成后，该岛成为威省主要发展区域。未来九十八大道（Jelas，即为九洞—司南马—峇都交湾大道）将衔接该区至二桥路段。至于船运方面，亦可搭乘船只前往平安岛。